# Liste der Baudenkmale in Riverton/Aparima
Die Liste der Baudenkmale in Riverton/Aparima umfasst alle vom New Zealand Historic Places Trust (NZHPT) als „Historic Place“ oder „Historic Area“ eingestuften Baudenkmale und Flächendenkmale der neuseeländischen Ortschaft Riverton/Aparima. Die Angaben stammen aus dem Register des NZHPT. Die Bezeichnungen der Baudenkmale orientieren sich an diesem Register. In die Liste werden auch bekannte Wahi Tapu (Area), kulturell und religiös bedeutsame Stätten und Gebiete der Māori, aufgenommen. Sie werden jedoch meist nicht publiziert.

| Bild           | Bezeichnung                              | Ort              | Anschrift                                              | Beschreibung                | Bauzeit         | Eintrag           | Nummer | Kat. |
| -------------- | ---------------------------------------- | ---------------- | ------------------------------------------------------ | --------------------------- | --------------- | ----------------- | ------ | ---- |
| weitere Bilder | Daniel House                             | Riverton/Aparima | 85 Palmerston Street (State Highway 99), Aparima Karte | Wohnhaus                    | 1851–1859 (ca.) | 15. Dezember 2011 | 2535   | 2    |
| weitere Bilder | Howell’s Cottage                         | Riverton/Aparima | 22 Napier Street, Aparima Karte                        | Wohnhaus                    | 1837–1838       | 20. Februar 1992  | 2540   | 1    |
| weitere Bilder | St Mary’s Church (Anglican)              | Riverton/Aparima | 173 Palmerston Street, Aparima Karte                   | anglikanische Kirche        | 1904 (ca.)      | 25. Juni 2010     | 2541   | 2    |
| weitere Bilder | Riverton Courthouse (Former)             | Riverton/Aparima | 170 Palmerston Street Karte                            | Gerichtsgebäude, ehemaliges | 1883–1884 (ca.) | 25. Juni 2010     | 3272   | 2    |
| weitere Bilder | Palmerston Street Cottages Historic Area | Riverton/Aparima | 82, 84, 86 Palmerston Street (State Highway 99) Karte  | drei hölzerne Wohnhäuser    | 1870er Jahre    | 15. Dezember 2011 | 7818   | HA   |